# West Grey (Ontario)
West Grey to gmina (ang. township) w Kanadzie, w prowincji Ontario, w hrabstwie Grey.
Powierzchnia West Grey to 875,37 km². Według danych spisu powszechnego z roku 2001 West Grey liczy 11 741 mieszkańców (13,41 os./km²).